# Lizard Island National Park
Lizard Island National Park är en nationalpark i Australien.   Den ligger i kommunen Cook och delstaten Queensland, i den nordöstra delen av landet, 2 300 km norr om huvudstaden Canberra. Lizard Island National Park ligger 348 meter över havet. Arean är 9,9 kvadratkilometer.
Savannklimat råder i trakten. Årsmedeltemperaturen i trakten är 23 °C. Den varmaste månaden är januari, då medeltemperaturen är 24 °C, och den kallaste är juni, med 21 °C. Genomsnittlig årsnederbörd är 1 547 millimeter. Den regnigaste månaden är mars, med i genomsnitt 488 mm nederbörd, och den torraste är september, med 9 mm nederbörd.